# Saline County (Nebraska)
Saline County is een county in de Amerikaanse staat Nebraska.
De county heeft een landoppervlakte van 1.490 km² en telt 13.843 inwoners (volkstelling 2000). De hoofdplaats is Wilber.

## Bevolkingsontwikkeling

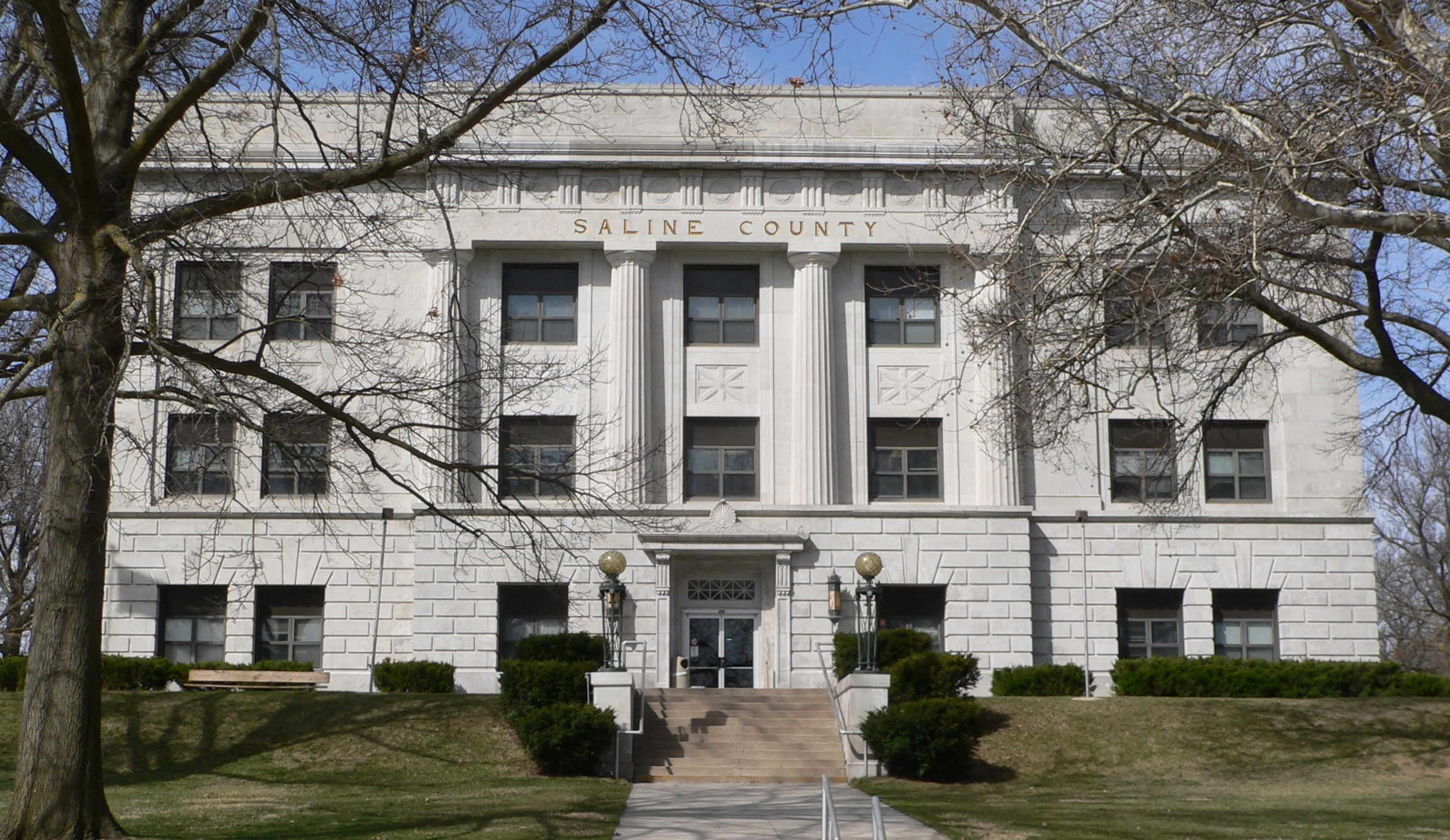
Saline County Courthouse